# Castelcucco
Castelcucco (Castelcùc in veneto) è un comune italiano di 2 320 abitanti della provincia di Treviso in Veneto.

## Geografia fisica
Il paese, situato in un territorio collinoso tra Asolo, Monfumo e le pendici del Monte Grappa, gode di splendidi paesaggi.

## Origini del nome
Nel medioevo la località è attestata come Castrocucco (1200), Castrocucho (1314), Castrumchuchum (1339). Si tratta di un composto di castello (castrum nei documenti in latino) e cucco, elemento toponomastico molto diffuso in Italia e probabilmente di origine prelatina che significa "cima tondeggiante", "rilievo appuntito di terreno" e simili; Castelcucco, dunque, può essere tradotto come "castello sulla cima".

## Storia

### Le origini
I primi insediamenti umani risalgono al Paleolitico. Nel 1958, presso le cave della località Patt, vennero ritrovati i resti di utensili primitivi, costituiti da punte triangolari e raschiatoi semicircolari. Se a questi si aggiungono i rinvenimenti nelle vicine Asolo e Pagnano, si può concludere che la zona dei colli Asolani fu particolarmente frequentata tra i 100.000 e i 90.000 anni avanti Cristo. L'epoca paleolitica si caratterizzò per una serie di notevoli variazioni climatiche che, con l'alternarsi di periodi caldi a lunghe glaciazioni, costringevano uomini e animali a frequenti spostamenti verso sud, oltre la fascia alpina e prealpina (si spiega così il ritrovamento, sempre presso Patt, dei resti di un mammut). Il territorio di Castelcucco era particolarmente favorevole, in quanto i suoi antichi frequentatori potevano rifugiarsi presso le numerose caverne tuttora esistenti.
La presenza umana non cessò nel neolitico (5.000-2.000 a.C.): sempre alle cave di Patt è emerso altro materiale litico (manufatti in selce).

### Dai Protoliguri all'epoca romana
Tra il 2500 e il 1700 a.C. l'Asolano fu abitato dai Protoliguri che, probabilmente, si stabilirono sulle colline già frequentate dai popoli preistorici di cui si è già accennato.
Fu poi la volta degli Euganei e dei Paleoveneti, di cui però non sussistono tracce. Scarse sono anche le testimonianze romane; di questo periodo Alessio De Bon ricorda un'iscrizione collocata nel cimitero dell'eremo di Santa Giustina, presso il confine con Possagno.
Alla fine dell'epoca romana la zona di Castelcucco doveva essere stata evangelizzata, vista l'influenza della diocesi di Padova sull'area pedemontana.

### I Longobardi
Non si hanno testimonianze riferibili alle invasioni barbariche, ma sono invece numerosi i reperti riferibili ai Longobardi. Questo popolo si preoccupò di recuperare il sistema difensivo lasciato dai romani, costituito da postazioni difensive sulle cime delle colline con funzioni di avvistamento e segnalazione.
A quest'epoca si fanno risalire alcuni toponimi (Fara, Braida…) e i titolari di diverse chiese; la stessa parrocchiale di Castelcucco è intitolata a san Giorgio, particolarmente caro a un popolo guerriero come quello longobardo. I reperti più rilevanti sono però rappresentati da due tombe, rinvenute nel 1874 nella zona dove oggi sorge il municipio: contenevano il piccolo corredo funebre di un fanciullo, ovvero una rarissima crocetta d'oro e delle fibbie risalenti al VII secolo.
Tutto ciò fa pensare all'esistenza di un insediamento di antiche origini occupato dai longobardi.

### Il basso medioevo
Risale probabilmente a prima dell'anno Mille la fondazione di un luogo di culto cui faceva riferimento il villaggio.
In questo periodo cominciò a prendere forma il sistema delle regole, suddivisioni territoriali con una propria autonomia amministrativa. Si ha notizia di una regula de Castrocucho, costituita dai colmelli di Carpene e dei Patt, e, verso occidente, una regula de Collo Muxoni. Ogni regola comprendeva un luogo di culto, ovvero San Bartolomeo per Castelcucco e San Giorgio per Col Muson. Le due cappelle facevano riferimento alla chiesa matrice di Santa Giustina di Rover Possagno, la quale, tuttavia, perse via via d'importanza a favore della nuova pieve di Fonte. Nel 1297, tra le dipendenze di quest'ultima, si ha notizia della sola cappella S. Georgii de Castrocucho
Nelle adiacenze di ciascuna chiesetta sorgevano inoltre due fortilizi, appartenenti alla famiglia Maltraversi (non a caso detta anche "da Castelcucco"). Solo del castello di Col Muson resta ancora qualche traccia.
Pur mantenendo una propria autonomia, Castelcucco restava legata al comune di Treviso: nel 1315, ad esempio, il villaggio venne tassato per finanziare le mura della città.
Dopo un turbolento in cui si alternarono le dominazioni veneziana, austriaca e carrarese, dal 1388 anche Castelcucco fu definitivamente sottomessa al dominio della Serenissima come parte della podesteria di Asolo.

### La Repubblica di Venezia
Nel 1564, durante la visita pastorale del vescovo di Treviso Giorgio Corner, la cappella di Castelcucco appare ancora come filiale della pieve di Fonte. Nel suo territorio, oltre all'attuale parrocchiale, si contarono altre tre chiesette: San Lucia, San Margherita e San Bartolomeo.
Il paese fu pesantemente colpito dal terremoto di Santa Costanza del 1695: l'evento distrusse due case su tre, danneggiò la chiesa e provocò il crollo parziale della torre campanaria. La canonica, che fu pure distrutta, era ancora semidiroccata nel 1753, quando il vescovo Paolo Francesco Giustiniani, in visita pastorale, per poco non precipitò dal tavolato delle camere che era in parte sfondato.

### L'Ottocento
Dopo la caduta della Serenissima fu la volta di Napoleone. In questo periodo il paese dovette subire le violenze e le ruberie delle truppe francesi.
Nel 1806 ci fu un accorpamento di comuni: Castelcucco, Crespignaga, Monfumo e Pagnano persero la loro autonomia comunale diventando frazioni del comune di Asolo.
Nel 1810 il comune viene ricostituito.
Nel 1836 il paese subì un altro sisma che vide il crollo del vecchio e pericolante campanile.

### Il Novecento
Il comune di Castelcucco perse una seconda volta l'autonomia comunale anche nel '900: dal 1928 al 1946 fu nuovamente frazione di Asolo; nel 1946 tornerà definitivamente comune autonomo.

### Simboli
Lo stemma comunale e il gonfalone sono stati concessi con decreto del presidente della Repubblica del 25 marzo 1993.
Lo stemma rappresenta su campo d'argento un castello di rosso, merlato alla guelfa e fondato su una pianura erbosa di verde.
Il gonfalone è un drappo partito di rosso e di bianco.

## Monumenti e luoghi d'interesse

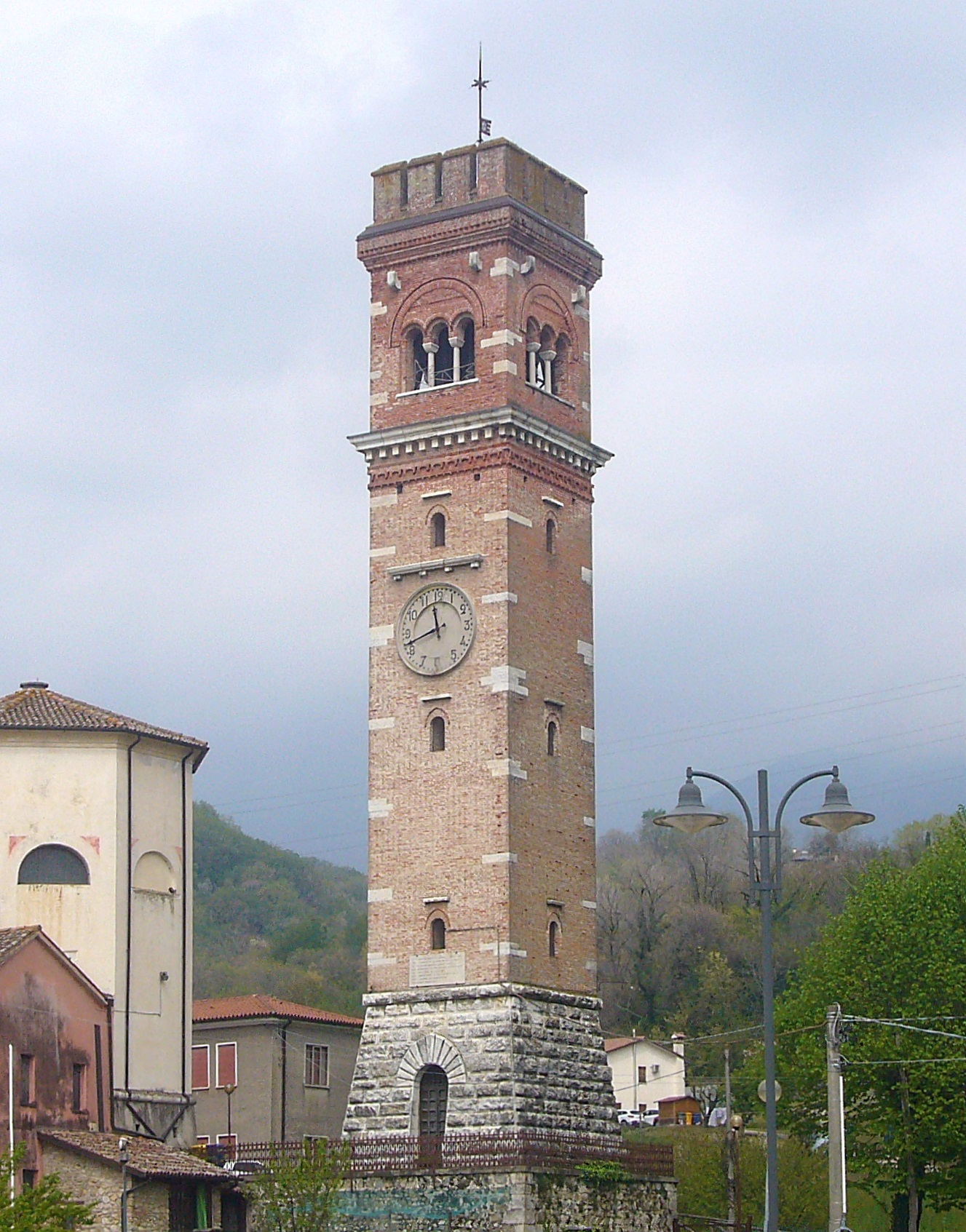
Il campanile della chiesa arcipretale

### Architetture religiose
La chiesa arcipretale di San Giorgio è collocata in un punto più basso rispetto alla piazza del paese, contrariamente all'abitudine diffusa che vede gli edifici religiosi posti nei punti più elevati.
Da lontano dunque non è molto visibile e si può scorgere solo una parte del campanile.
All'interno vi sono numerosi affreschi; il principale è quello di San Giorgio patrono del paese, raffigurato nell'atto di uccidere il drago. Qui si trova anche l'affresco nel quale Santa Lucia dona gli occhi alla Madonna. L'organo Tamburini è del 1942.
Sparsi per il paese si trovano numerosi capitelli dedicati a Santa Lucia, San Bartolomeo (San Bortolo), San Francesco, Santa Margherita, San Gaetano e Santa Giustina.

### Architetture civili

#### Principali luoghi d'interesse
- Palazzo Municipale, Il palazzo è un esempio di architettura civile del XX secolo, caratterizzato da una facciata sobria e funzionale.
- Museo ex latteria - "El casel", conserva attrezzature d’epoca, documenti e registri contabili che testimoniano l’attività lattiero-casearia del passato. È un importante esempio di archeologia industriale e rurale, e offre uno sguardo sulla vita economica e sociale di Castelcucco nel XX secolo.La chiesa parrocchiale di Castelcucco

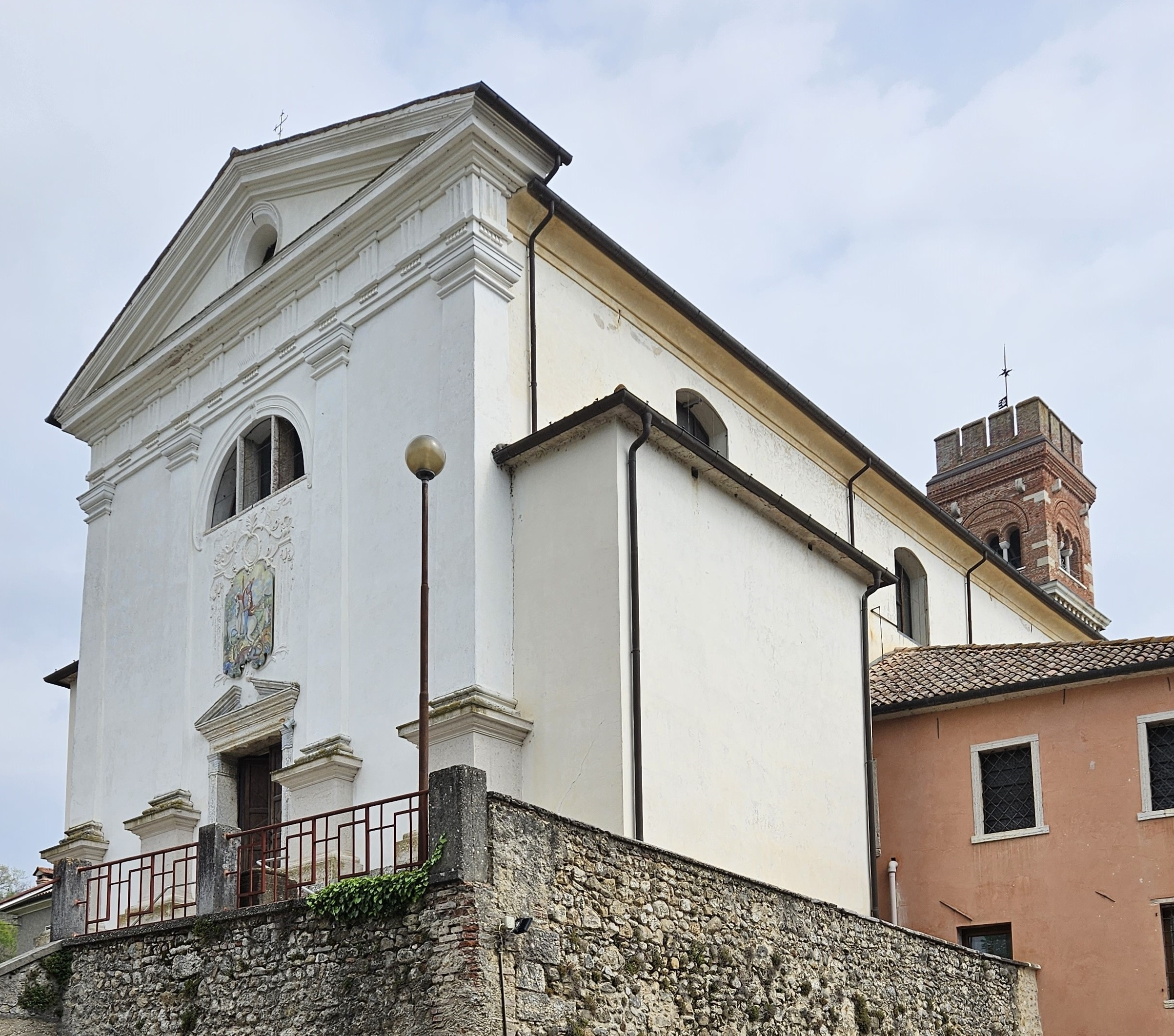
La chiesa parrocchiale di Castelcucco

#### Ville venete
- Villa Malfatti - Filippin - Andreatta, è un magnifico esempio di architettura settecentesca situata lungo la strada che da Castelcucco sale verso Paderno del Grappa. L’edificio si sviluppa su tre piani, con una finestra ad arco al centro e un piccolo timpano sul tetto. Gli interni sono decorati con eleganti stucchi ridipinti a tinte pesanti, che impreziosiscono i soffitti e le pareti delle stanze. La villa ha ospitato personaggi illustri come il famoso scrittore Sergio Saviane.
- Villa Pinarello e Villa Saviane, sono collegate alla villa principale e includono un oratorio retrostante, accessibile tramite un passaggio coperto.

## Società

### Evoluzione demografica
Abitanti censiti

### Etnie e minoranze straniere
Al 31 dicembre 2023 gli stranieri residenti nel comune erano 194, ovvero il 8,3% della popolazione. Di seguito sono riportati i gruppi più consistenti:
1. Romania 54
2. Senegal 32
3. Marocco 29
4. Macedonia del Nord 26
5. Albania 13

## Cultura

### Eventi
Ogni anno, nel secondo week-end di luglio, viene allestita la "Festa della Birra". Essa trova luogo in un tendone bavarese nei pressi del Casel, in cui si può consumare birra e specialità bavaresi come hot dog, hamburger, würstel e crauti. In concomitanza della festa è presente anche qualche giostra.
Per tutto il mese di agosto invece, in Località San Bortolo si susseguono tre feste per tre weekend consecutivi, prima quella degli Alpini, successivamente quella dell'AVIS e infine la Festa del Cacciatore, che nell'ultimo periodo ha riscontrato qualche problema con gli animalisti.

### Istruzione
Vi si trovano asilo, scuola elementare e media, in cui spesso confluiscono alunni dai paesi limitrofi.

## Amministrazione
| Periodo        | Periodo   | Primo cittadino | Partito                                         | Carica  | Note  |
| -------------- | --------- | --------------- | ----------------------------------------------- | ------- | ----- |
| 13 giugno 2022 | in carica | Paolo Mares     | lista civica Castelcucco nuova di centro-destra | Sindaco | [ 9 ] |

### Gemellaggi
- Rohr, dal 2004

### Altre informazioni amministrative
La circoscrizione territoriale ha subito le seguenti modifiche: nel 1928 il comune viene soppresso e i suoi territori aggregati al comune di Asolo; nel 1946 il comune viene ricostituito (Censimento 1936: pop. res. 1581).